# Уторак
Уторак је други дан у седмици, који се налази између понедељка и среде. Своје име је добио од старословенске речи въторъ што значи други.
Уторак је обично дан за изборе у Сједињеним Државама. Федерални избори се одигравају на уторак после првог понедељка у новембру; овај датум је успоставио закон из 1845. за председничке изборе (посебно за одабир Изборног колегијума), а проширен је на изборе за Кућу представника 1875. године и на Сенат 1914. године. Уторак је најранији дан седмице који је био практичан за анкетирања у раном 19. веку: грађани су можда морали да путују на цео дан да би гласали, а нису желели да иду у недељу, која је била дан обожавања за велику већину њих. Многе америчке државе одржавају председничке примарне изборе уторцима.
Црни уторак, у Сједињеним Државама, односи се на 29. октобар 1929, почетак велике панике око берзе. Ово је био уторак после Црног четвртка, који је означио почетак Велике депресије.
У грчком свету, уторак (дан седмице када је био пад Константинопоља 1453. године) се сматра за несрећан дан. Исто важи и за земље које причају шпанским језиком, где постоји пословица En martes, ni te cases ni te embarques (Уторком се не жени, ни не почињи путовања). Косовски бој 1389. године се такође одиграо у уторак на Видовдан.